# كم سو جونغ (تنس)
كيم سو يونغ مواليد 18 مارس 1986 في سول، هي لاعبة كرة مضرب كورية جنوبية تلعب باليد اليمنى. أعلى تصنيف لها في الفردي كان المركز الـ 204 في سنة 2010. أعلى تصنيف لها في الزوجي كان المركز الـ 233 في سنة 2006.

## النهائيات

### الفردي النهائي: 7 (5–2)
| الحصيلة | الرقم | التاريخ       | الدورة               | الأرضية | المنافس          | النتيجة       |
| ------- | ----- | ------------- | -------------------- | ------- | ---------------- | ------------- |
| الفوز   | 1.    | 12 أبريل 2004 | ياماغوتشي، اليابان   | ترابية  | تشان تشين وي     | 7–6(9–7), 6–2 |
| الفوز   | 2.    | 26 أبريل 2004 | جاكرتا، إندونيسيا    | صلبة    | ليزا أندرياني    | 6–2, 6–2      |
| الفوز   | 3.    | 1 نوفمبر 2005 | بوسان، كوريا         | صلبة    | آلا كودريافتسيفا | 3–6, 6–1, 6–2 |
| الفوز   | 4.    | 23 مارس 2009  | ويلينغتون، نيوزيلندا | صلبة    | تشاي كيونغ يي    | 4–6, 6–3, 7–5 |
| الوصافة | 5.    | 27 أبريل 2009 | غيمتشيون، كوريا      | صلبة    | لي جين آ         | 4–6, 5–7      |
| الفوز   | 6.    | 11 أبريل 2011 | إنتشون، كوريا        | صلبة    | لي جين آ         | 2–6, 6–3, 6–1 |
| الوصافة | 7.    | 29 أبريل 2013 | سول، كوريا           | صلبة    | هان زينيون       | 2–6, 1–6      |

## روابط خارجية
- كيم سو يونغ على موقع رابطة محترفات التنس (الإنجليزية)
- كيم سو يونغ على موقع الاتحاد الدولي لكرة المضرب (الإنجليزية)
- كيم سو يونغ على موقع كأس بيلي جين كينغ (الإنجليزية)
- كيم سو يونغ على موقع خلاصة التنس.كوم (الإنجليزية)
- كيم سو يونغ على موقع إي إس بي إن.كوم (الإنجليزية)